# Maria Weronika Kmoch
Maria Weronika Kmoch (ur. 26 marca 1992 w Przasnyszu) – polska historyczka i regionalistka popularyzująca historię i kulturę regionu kurpiowskiego.

## Życiorys
Wychowała się w Jednorożcu. W latach 2002–2008 była członkinią Kurpiowskiego Zespołu Pieśni i Tańca „Jutrzenka” w Jednorożcu. Ukończyła Liceum Ogólnokształcące im. KEN w Przasnyszu. W czasie nauki w liceum zaczęła podejmować tematy regionalne w swoich pracach, konkursach itp. W 2011 rozpoczęła studia na kierunku historia na Uniwersytecie Warmińsko-Mazurskim w Olsztynie, rok później przeniosła się na ten sam kierunek na Uniwersytet Warszawski (specjalizacje: nauczycielska oraz popularyzacja historii z elementami dziennikarstwa). W czasie studiów należała do Zrzeszenia Studentów Polskich (w latach 2014–2015 zasiadała we władzach oddziału na UW). W latach 2011–2016 była stypendystką programu „Indeks Start2Star” Fundacji Jolanty i Leszka Czarneckich.
Od 2013 naukowo zajmuje się badaniem dziedzictwa i dziejów powiatu przasnyskiego oraz Puszczy Zielonej ze szczególnym uwzględnieniem jej zachodnich krańców (gmina Jednorożec), a od 2016 także Puszczy Białej.
W latach 2013–2016 pełniła funkcję redaktorki naczelnej studenckiego czasopisma naukowego „Teka Historyka”. W 2015 założyła Sekcję Historii Regionalnej Studenckiego Koła Naukowego Historyków UW, w której pełniła rolę przewodniczącej. Publikuje felietony, artykuły popularnonaukowe i naukowe oraz edycje źródłowe m.in. w czasopismach: „Zeszyty Naukowe Ostrołęckiego Towarzystwa Naukowego”, „Rocznik Przasnyski”, „Nasze Korzenie”, „Reduta”, „Rocznik Ostrowski”, „Kurpie”, „Kurier Przasnyski”, „Krasnosielcki Zeszyt Historyczny”, „More Maiorum”, a także pracach zbiorowych i publikacjach pokonferencyjnych.
Od 2016 pracuje jako nauczycielka historii w I Społecznym Liceum Ogólnokształcącym im. Maharadży Jam Saheba Digvijay Sinhji. Od 2018 przy Stowarzyszeniu „Przyjaciele Ziemi Jednorożeckiej” prowadzi Jednorożeckie Archiwum Społeczne, którego jest założycielką.
Członkini Towarzystwa Przyjaciół Ziemi Przasnyskiej, Związku Kurpiów i Ostrołęckiego Towarzystwa Naukowego. Członkini Towarzystwa Miłośników Historii. Pełni funkcje: członkini zarządu Północnomazowieckiego Oddziału Polskiego Towarzystwa Ludoznawczego, członkini zarządu Stowarzyszenia „Przyjaciele Ziemi Jednorożeckiej” oraz wiceprzewodniczącej Rady Dziedzictwa Regionalnego w Przasnyszu. Członkini Rady Redakcyjnej „Rocznika Przasnyskiego” oraz „Rocznika Ostrowskiego”, należy do redakcji „Głosu Gminy Jednorożec”. Była wiceprezeską Towarzystwa Przyjaciół Ziemi Krasnosielckiej (2020–2024).
Wraz z Magdaleną Samsel i Joanną Turek tworzy grupę śpiewaczą Śpiewu Przyczyna. Jest też członkinią Kurpiowskiej Wspólnoty Pieśni, grupy kobiet z Kurpi spotykających się w Warszawie i praktykujących tradycyjny śpiew. Wraz z grupą śpiewaczą Ćerepetky zdobyła wyróżnienie na Ogólnopolskim Festiwalu Kapel i Śpiewaków Ludowych (2024).
Członkini zarządu Stowarzyszenia Wikimedia Polska (2022–2024). Jako wikipedystka zajmuje się głównie herstoriami. Prowadzi, organizuje i opiekuje się szkolnymi i regionalnymi projektami opartymi na herstorii w Wikipedii. Współautorka podręcznika dla edukatorów i edukatorek Herstoria stosowana.
Inicjatorka i przewodniczka „Pikników z kapliczką w tle”, pokazów filmów ze zbiorów archiwum społecznego oraz akcji „Noc Muzeów po Jednorojsku”. Jest współautorką 5 wystaw plenerowych (Jednorożec i Stegna w fotografii, Lipa i okolice w fotografii, Parafia Parciaki w fotografii, Parafia Jednorożec po 1945 r. oraz Parafia Olszewka w fotografii – wszystkie są dostępne w Jednorożeckim Archiwum Społecznym), inicjatorką konsultacji społecznych przed wystawami oraz autorką pytań w konkursach wiedzy organizowanych przez Stowarzyszenie „Przyjaciele Ziemi Jednorożeckiej" w latach 2018–2020 i Towarzystwo Przyjaciół Ziemi Krasnosielckiej w latach 2018–2020.
Autorka dwóch książek o regionie kurpiowskim.
Od 2012 prowadzi bloga pt. Kurpianka w wielkim świecie (do 2017 pod inną nazwą) oraz kanał w serwisie YouTube. Wielokrotnie gościła w rozgłośniach radiowych i audycjach telewizyjnych. W latach 2013–2016 organizowała konferencje naukowe na Uniwersytecie Warszawskim. Jako prelegentka występowała na krajowych i międzynarodowych konferencjach naukowych. Prowadzi projekty edukacyjne, wykłady i warsztaty. Współpracuje m.in. z Fundacją na rzecz Wielkich Historii oraz Fundacją Szkoła z Klasą.

## Odznaczenia, nagrody i wyróżnienia
- 2014 – stypendium starosty przasnyskiego za wybitne osiągnięcia w różnych sferach działalności edukacyjnej dla szczególnie uzdolnionych studentów[5]
- 2015 – Medal Stanisława Ostoja-Kotkowskiego (kategoria „Debiut”)[4][67]
- 2015 – stypendium starosty przasnyskiego za wybitne osiągnięcia w różnych sferach działalności edukacyjnej dla szczególnie uzdolnionych studentów[68]
- 2016 – Nagroda Prezesa Związku Kurpiów „Kurpik” 2015 w kategorii „Promowanie regionu”[69]
- 2019 – Nagroda Mazowieckiego Programu Edukacji Kulturalnej za Społeczne Działania Twórcze w subregionie ostrołęckim, którą przyznano za aktywność obywatelską, pasję badawczą i siłę sprawczą[70][71]
- 2020 – Nagroda Prezesa Związku Kurpiów „Kurpik” 2019 w kategorii „Budzenie świadomości” (jako członkini Stowarzyszenia „Przyjaciele Ziemi Jednorożeckiej”)[72]
- 2020 – honorowe obywatelstwo gminy Kadzidło[73]
- 2020 – XXI edycja Nagrody Marszałka Województwa Mazowieckiego (jako członkini Towarzystwa Przyjaciół Ziemi Krasnosielckiej)[74]
- 2021 – Statuetka Jednorożca 2020 za wyjątkowe zaangażowanie, bezcenny wkład pracy badawczej na rzecz gminy i społeczności jednorożeckiej, za stwarzanie niezbędnych warunków dla poznawania historii, dziedzictwa ziemi kurpiowskiej oraz jednorożeckiej, a także promocję (...) gminy [Jednorożec] w przestrzeni publicznej[75]
- 2021 – nominacja do Nagrody im. I. Sendlerowej Za naprawianie świata[76][77][78]
- 2024 – wyróżnienie w kategorii grup śpiewaczych na 58. Ogólnopolskim Festiwalu Kapel i Śpiewaków Ludowych w Kazimierzu Dolnym wraz z grupą śpiewaczą Ćerepetky[22][79].

## Publikacje

### Książki
- Kapliczki, figury i krzyże przydrożne w gminie Jednorożec, wyd. Gminna Biblioteka Publiczna w Jednorożcu, Jednorożec 2015, ISBN 978-83-943674-0-4.
- Na skraju Kurpiowszczyzny. Parafia pw. św. Floriana w Jednorożcu, wyd. Stowarzyszenie „Przyjaciele Ziemi Jednorożeckiej”, Jednorożec 2020, ISBN 978-83-927409-7-1.

### Artykuły naukowe (wybór)
- Catholic Youth Association in the parish of Saint Florian in Jednorożec in 1934–1939 against the background of the parishes in Kurpie region, „Zeszyty Naukowe Ostrołęckiego Towarzystwa Naukowego”, 31 (2017), s. 187–202.
- Fotografie z miejscowości Jednorożec (1914 r.) autorstwa dr. Aleksandra Macieszy jako bezcenne źródło do badań historii regionalnej, [w:] Fotografia w czasie, czas w fotografii, red. M.A. Długosz, M. Suchodolska, Lublin 2016, s. 75–101.
- Księga sądu bartnego zachodniej Kurpiowszczyzny z lat 1710–1760. Możliwości badawcze, „Teka Historyka”, 52 (2016), s. 54–71.
- Kurpie – lud królewski. Zarys stosunków ludu puszczańskiego Mazowsza i Podlasia z monarchą w XVI–XVIII w., „Nowożytnicze Zeszyty Historyczne”, 7 (2015): Król i jego poddani w Rzeczypospolitej polsko-litewskiej w XVI–XVIII w., s. 88–107.
- Małżeństwo i wesele kurpiowskie w Jednorożcu (pow. przasnyski) do 1939 r., „Mazowieckie Zeszyty Naukowe”, 4 (2018): Irena Kotowicz-Borowy (1952–2017). In memoriam, s. 127–151.
- Maria Ludwika Joanna Józefa z Krasińskich Czartoryska (1883–1958) i jej działalność w regionie, „Krasnosielcki Zeszyt Historyczny”, 10 (2019), 38–41, s. 102–107.
- Między ideą a rzeczywistością. Rady Opiekuńcze w czasie I wojny światowej na przykładzie powiatu przasnyskiego (1916–1918), „Bieżuńskie Zeszyty Historyczne”, 32 (2018), s. 64–116.
- Muzyczny obraz parafii Myszyniec, [w:] W myszynieckim kręgu. Od misji jezuickiej do bazyliki, red. Maria Przytocka, Myszyniec 2025, s. 309–319.
- Nepomuki w powiecie przasnyskim, „Rocznik Przasnyski”, 2 (2015), s. 83–104.
- Obraz kurpiowskich gmin powiatu przasnyskiego na przełomie XIX i XX w. w pracach Dominika Staszewskiego, „Rocznik Przasnyski”, 7 (2020), s. 113–163.
- Policja Państwowa w powiecie przasnyskim (1919–1939), [w:] Na posterunku. Policja Państwowa w powiecie przasnyskim 1919–1939, oprac. H. Dęby, B. Drejerski, [Przasnysz 2019], s. 7–86.
- Polska Organizacja Wojskowa w nadgranicznym powiecie przasnyskim i jej rola w wydarzeniach listopadowych 1918 r., [w:] Wybrane aspekty z dziejów Polski w XX wieku, red. M. Śliwa, A. Surma, Lublin 2019, s. 194–242.
- Regulacja rzeki Orzyc na północnym Mazowszu w okresie międzywojennym, „Studia i Materiały Narodowego Muzeum Morskiego w Gdańsku”: XIV Konferencja Polskiego Muzealnictwa Morskiego i Rzecznego, 21 (2018), s. 215–235.
- Rewolucja lat 1905–1907 na Północnym Mazowszu i jej następstwa, „Rocznik Przasnyski”, 7 (2020), s. 165–223.
- Stach Konwa jako przywódca Kurpiów podczas wojny północnej w świetle kurpiowskiej tradycji i XIX-wiecznej literatury, [w:] Jednostka i zbiorowość – relacje na przestrzeni dziejów. Materiały ze studencko-doktoranckiej konferencji naukowej, red. A. Orzełek, K. Jakimowicz, A. Sykała Lublin 2015, s. 140–148.
- Strój kurpiowski w parafii Myszyniec, [w:] W myszynieckim kręgu. Od misji jezuickiej do bazyliki, red. Maria Przytocka, Myszyniec 2025, s. 267–276.
- Wielka Wojna we współczesnym krajobrazie gminy Jednorożec (pow. przasnyski), „Akademickie Zeszyty Naukowe PIAST”, 1 (2017), s. 11–36[9].